# Limba (peuple de Sierra Leone)
Pour les articles homonymes, voir Limba.
Ne doit pas être confondu avec Limba (peuple du Cameroun).
Les Limba sont une population d'Afrique de l'Ouest vivant principalement au nord de la Sierra Leone, où ils constituent le troisième groupe du pays, après les Temnés et les Mendés. Quelques communautés vivent également en Guinée. Ils sont répartis en plusieurs patriclans et organisés en chefferies.

## Quelques personnalités d'origine limba
- Siaka Stevens, président de Sierra Leone de 1971 à 1985
- Joseph Saidu Momoh, président de Sierra Leone de 1985 à 1992
- Johnny Paul Koroma, chef d'État de Sierra Leone de mai 1997 à février 1998